# Campiglossa steyskali
Campiglossa steyskali este o specie de muște din genul Campiglossa, familia Tephritidae. A fost descrisă pentru prima dată de Gottfried Novak în anul 1974. Conform Catalogue of Life specia Campiglossa steyskali nu are subspecii cunoscute.